# Pradoluengo
Pradoluengo es un municipio español perteneciente a la provincia de Burgos, en la comunidad autónoma de Castilla y León. Forma parte de la comarca de Montes de Oca y del partido judicial de Briviesca. El municipio está formado por dos núcleos: La villa de Pradoluengo y la entidad local menor de Garganchón.

## Geografía
Ubicación
La localidad está situada a una altitud de 959 m s. n. m. en un angosto valle de la sierra de la Demanda, al este de la provincia de Burgos. Atraviesan el municipio las carreteras BU-820 (dirección Ibeas de Juarros) y BU-811 (dirección Belorado).
| Noroeste: Rábanos | Norte: Villagalijo               | Noreste: Villagalijo                 |
| Oeste: Rábanos    |                                  | Este: Fresneda de la Sierra Tirón    |
| Suroeste: Valmala | Sur: Santa Cruz del Valle Urbión | Sureste: Fresneda de la Sierra Tirón |

## Historia
Estas tierras estuvieron habitadas desde antiguo por tribus celtibéricas como los autrigones y los berones, siendo repobladas por vasallos vizcaínos y alaveses de distintos nobles castellanos entre los siglos IX y X, período del que provienen los abundantes topónimos en euskera que existen en la zona. A lo largo de la baja Edad Media perteneció, como el resto del Valle de San Vicente en el que se englobaba Pradoluengo, al mayorazgo de los Condestables de Castilla.
En 1720 se constituyó como villa, por decreto de Felipe V. En el siglo XIX vivió su máximo esplendor económico gracias a la industria textil, cuyo germen proviene del siglo XVI.
A la caída del Antiguo Régimen queda constituida como ayuntamiento constitucional del mismo nombre en el partido judicial de Belorado, región de Castilla la Vieja. Contaba entonces con 1390 habitantes.
La reconversión de finales del siglo XIX llevó a Pradoluengo a especializarse, primero en la fabricación de boinas y, posteriormente, de calcetines, prenda insignia de su industria textil hasta la actualidad.

## Demografía
Pradoluengo cuenta con una población de 1070 habitantes (INE 2024).
| Gráfica de evolución demográfica de Pradoluengo entre 1842 y 2021 |
| |
| Población de derecho según los censos de población del INE. Población de hecho según los censos de población del INE.Entre el censo de 1981 y el anterior, crece el término del municipio porque incorpora a Garganchón. |

## Patrimonio

Plaza Mayor.

- Parroquia de la Asunción de Nuestra Señora: edificio de estilo neorrenacentista, acabado en 1931. De planta basilical, está construida en piedra de sillería, cubierta de bóvedas de aristas y medio cañón con lunetos, arcos fajones y forneros de medio punto, lo que le da cierta similitud con las iglesias de planta de salón diseñadas por Rodrigo Gil de Hontañón.

La cabecera, de planta rectangular, tiene el testero recto y está rematada con una bóveda de medio cañón con lunetos, es decir, falsa bóveda. A su izquierda, muro norte, está adosada la sacristía, mientras que a su derecha, muro sur, está adosada la torre campanario, de tres cuerpos.
En el interior, sobre el primer tramo de acceso al templo está situado el coro, de línea contemporánea. Por el contrario, los retablos de la iglesia son de estilo neobarroco y están realizados en los siglos XIX y XX, a excepción de uno de los retablos laterales, que es de estilo neogótico.

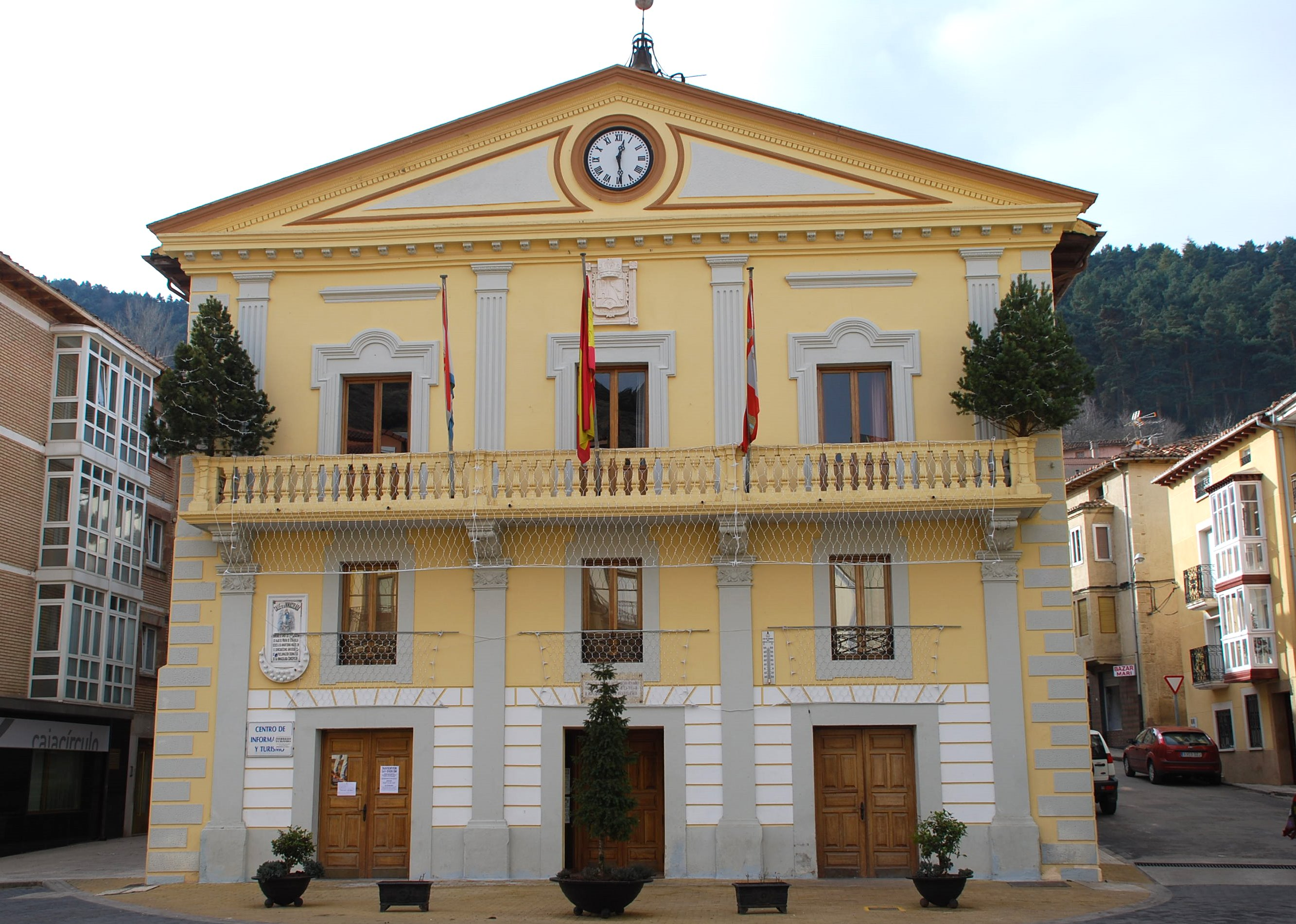
Casa consistorial del municipio.

- Casa Consistorial: El edificio, edificado en 1843, ha sido objeto de numerosas reformas, teniendo lugar la última de éstas, que adaptó el edificio el estilo neoclásico, en el año 1930.
- Antiguas escuelas “Adolfo Espinosa” (1921)
- Mercado Municipal (1928)
- Teatro “Cinema Glorieta”
- Plaza de Toros
- Kiosko de la música

## Economía
La principal actividad económica del municipio de Pradoluengo es la industria textil que se remonta a varios siglos atrás, en particular la fabricación de calcetines. En la segunda mitad del siglo XX alcanzó su apogeo, tanto en número de talleres como en ventas, produciendo más del 25% de los calcetines y boinas que se vendían en España. En 2020 mantiene ocho talleres adaptados a las nuevas exigencias del mercado y la introducción de nuevas tecnologías.

## Administración y política
En las pasadas elecciones municipales del 28 de mayo de 2023 se presentaron dos partidos: el PP, liderado por Susana Diez Martínez y el PSOE, con su cabeza de lista, Antonio Miguel Araúzo. La participación fue del 75,75 % del censo electoral y el resultado fue el siguiente: cinco concejales para la lista encabezada por Susana Diez Martínez (PP) y cuatro concejales obtuvo el PSOE.
| Elecciones municipales, 28 de mayo de 2023 |       |         |            |
| Partido                                    | Votos | %       | Concejales |
| PSOE                                       | 320   | 44,56 % | 4          |
| PP                                         | 383   | 53,34 % | 5          |

## Cultura

### Fiestas y fechas de interés
- Enero: en este primer mes del año, destaca la Cabalgata de Reyes (5 de enero): todo el pueblo espera a SS. MM. de Oriente en la plaza, ambientada para la ocasión con un Belén viviente y saboreando un buen caldo, un chocolate y unas castañas asadas. Otra cita obligada es la celebración de San Tirso en Garganchón. El fin de semana más próximo al 28 de enero, esta entidad local, conmemora a su patrón con degustación de morcilla y grandes partidas a los juegos de la taba y de los montones.
- Febrero: el jueves anterior al miércoles de ceniza, se celebra Jueves de Todos (en otras provincias recibe el nombre de Jueves Lardero), que consiste en la realización de una merienda con la cuadrilla. Esta fiesta proviene de la escuela, en que los niños iban pidiendo por las casas chorizos, huevos y patatas para merendar; todo ello cantando unas coplillas y moviendo unos muñecos llamados "tirititís".[11] Otra fiesta que va cogiendo gran relevancia en los últimos años es el Carnaval, principalmente el sábado, fecha en la que niños, jóvenes y mayores se disfrazan para la ocasión.[12]
- Marzo-abril: destaca la celebración de la Semana Santa en Pradoluengo y dentro de ella, la procesión del Santo Entierro, en la tarde-noche del Viernes Santo. Seis pasos procesionales que forman un gran conjunto escultórico, más otros tantos vivientes, capuchones, banda de cornetas y tambores, estandartes y cofradías, confeccionan una larga procesión con semejanzas a las procesiones castellanas y andaluzas más castizas. Otro de los actos que destaca por su importancia histórica (con referencias desde el siglo XVII), es la elección del Prior de la Cofradía de la Vera Cruz y el posterior Petitorio por las calles del pueblo, en la tarde del Sábado de pasión.
- Mayo: el sábado más cercano al tres de mayo, se celebra el Día del árbol y de la Cruz, una fiesta tradicional de este pueblo, muy relacionada con los niños y niñas del colegio. Los escolares suben hasta el ayuntamiento acompañados por la Banda municipal de música y las autoridades, donde leen poesías y realizan tablas de gimnasia, para finalizar con el reparto del "chusco" (bocadillo de jamón, plátano y refresco).[13]
- Junio: empieza este mes festivo el segundo fin de semana, con el Encuentro de malabares', tres días en los que se dan cita espectáculos circenses, talleres, conciertos y batucadas. El día 13, San Antonio, se celebra una romería en la ermita homónima con misa, finalización de la novena al santo, dulces de caramelo que representan gallos y obispos, y con una merienda en la campa de la ermita, acompañados por la Banda municipal.[14] La noche del día 23, otra vez toca fiesta, con la celebración de la Noche de San Juan: cena por barrios al calor de la típica hoguera, que han sido decorados para la ocasión con ramas de saúco y muñecos hechos a mano.[15]
- Agosto: es el mes festivo por excelencia en Pradoluengo, ya que se celebran sus fiestas patronales en honor a la Virgen de la Asunción y San Roque. Desde el día 14 en que se lanza el chupinazo y comienzan oficialmente las fiestas, el ambiente se llena de jolgorio, diversión, buen humor y alegría durante varios días. Se suceden las verbenas, pasacalles, dianas, corridas de toros, conciertos de la Banda de música, disfraces, cenas con la peña,... Todo se llena de algarabía.[16] El día 24 se conmemora San Bartolomé, con misa en la ermita del santo y comida popular en la campa de la ermita con la cuadrilla de amigos o con la peña, en la que el plato tradicional es la paella.
- Septiembre: el segundo fin de semana son las Fiestas de Gracias, especie de fiestas menores, no por ello vividas con menos intensidad.[17]

## Parroquia
Iglesia parroquial católica de la Asunción de Nuestra Señora en el Arcipestrazgo de Oca-Tirón, diócesis de Burgos.
 Dependen las siguientes localidades:
| - Garganchón - Rábanos | - Santa Cruz del Valle Urbión | - Soto del Valle | - Valmala - Villamudria |  |

## Personas destacadas
- Gregorio Melitón Martínez Santa Cruz (1815-1885): arzobispo de Manila (Filipinas) desde 1861 hasta 1875, Senador en 1864-1865 (cargo que no juró) y participante en el Concilio Vaticano I.[19]
- Bruno Zaldo Ribera (1836-1916): comerciante, financiero y político liberal. Fundador de la casa comercial "Zaldo Hermanos y compañía" en Ciudad de México, creada en 1868. Diputado por Madrid en los años 1905 y 1907. Senador por la provincia de Burgos. Socio-fundador del Banco Hispano-Americano, fundador de Tabacalera mexicana, de la Sociedad Alcoholera Española y de Cerámica madrileña.[20]
- Gonzalo Arenal Arenal (1902-1948): músico y compositor, autor de la famosa canción "Ya se van los pastores a la Extremadura".[21]
- Manuel Villar Mingo (1904-1972): anarcosindicalista español con destacada actuación en el movimiento libertario argentino y fundador del sindicato Solidaridad Obrera de Barcelona.[22]
- José Luis Corcuera Cuesta: político y sindicalista, miembro de la UGT y ministro del interior desde 1988 hasta 1993 durante la etapa del gobierno de Felipe González.[23]
- Don Crótido de Simón Martínez (1871-1940): Empresario fundador de la casa El Cafeto.